# Mattheus Borrekens

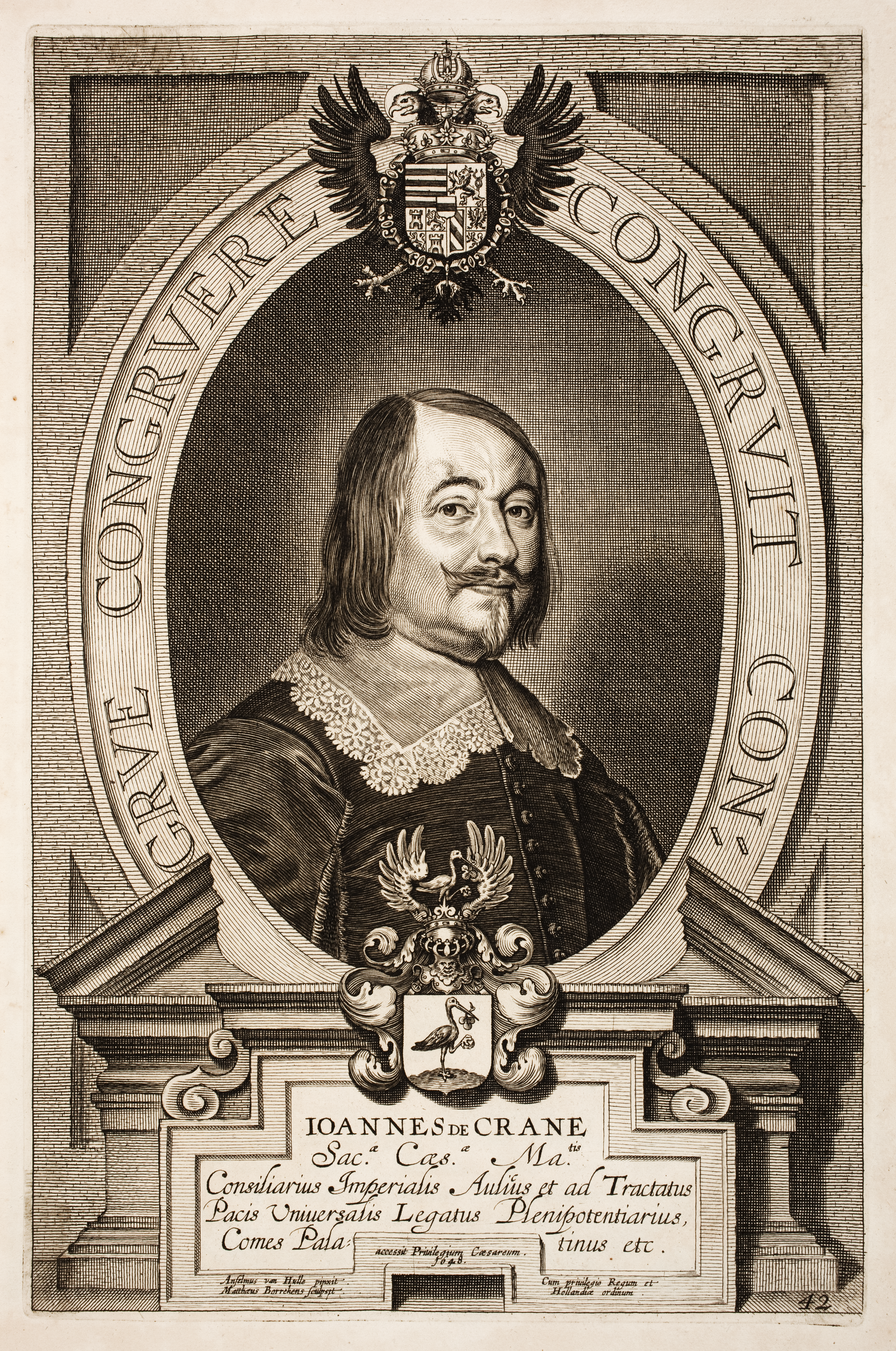
Retrato de Johann Krane

Mattheus Borrekens o Mattheus Borkens  ( Amberes, bautizado el 7 de julio de 1615 - Amberes, 25 de diciembre de 1670) fue un grabador, impresor y dibujante flamenco. Fue artista reproductor y trabajó en algunas publicaciones importantes en el sur de los Países Bajos. Trató principalmente temas religiosos cristianos y retratos.

## Vida
Mattheus Borrekens nació en Amberes, donde fue bautizado el 7 de julio de 1615. Era hijo de Abraham Borrekens y Elisabeth Janssens. Su hermano mayor, Jan Baptist, fue más tarde pintor y marchante de arte. Borrekens se formó con  Pieter de Jode el Joven y fue registrado como su alumno en el Gremio de San Lucas de Amberes en el año del gremio 1634-1635. Borrekens se convirtió en maestro del gremio de San Lucas de Amberes en el año gremial 1635-1636.
Se casó con Anna Uyt ten Eeckhout el 1 de octubre de 1639. La pareja tendría 9 hijos. Borrekens se dedicó a la reproducción y realizó grabados a partir de obras de destacados artistas flamencos. También fue capitán de la milicia civil local, por lo que se le conocía como Capiteyn Matthias Borckens.
Murió en Amberes el 25 de diciembre de 1670.

## Obras

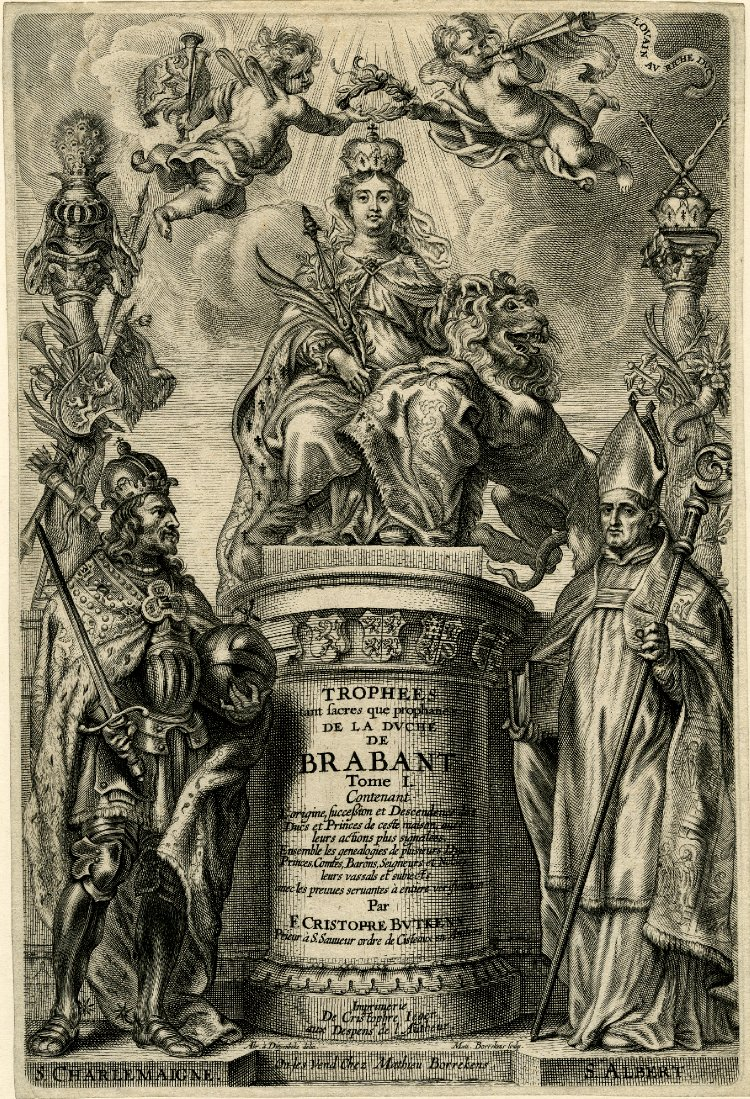
Frontispicio de los Trophées tan sacres que prophanes de la Duché de Brabant de Christophe Butkens

Mattheus Borrekens se dedicó principalmente al grabado reproductivo. Realizó grabados a partir de las obras de los principales pintores flamencos de su época, como Rubens, van Dyck, Erasmus Quellinus el Joven, Abraham van Diepenbeeck, Jan Thomas van Ieperen, Pieter van Lint y Cornelis Schut. Se centró principalmente en temas religiosos cristianos y retratos. También grabó frontispicios de publicaciones como Trophées tant sacrés et profanes du Duché de Brabant, de Christophe Butkens. 1724-1726. Para esta publicación grabó a partir de un diseño de van Diepenbeeck. Su estilo se aproxima al de Paulus Pontius. A menudo grabó estampas para el mercado del arte a partir de creaciones de otros grabadores, pero también creó sus propios diseños.
Colaboró en una importante publicación de retratos de los delegados a las negociaciones de paz para la Paz de Münster. Se trataba de un proyecto de publicación del pintor flamenco Anselm van Hulle, presente en Münster, donde había realizado retratos de los delegados a la conferencia. Como pintor de la corte del príncipe de Orange, van Hulle había podido obtener un privilegio de impresión en marzo de 1648. Mattheus Borrekens y otros importantes grabadores de Amberes, como Paulus Pontius, Coenraet Waumans, Cornelis Galle el Joven y Pieter de Jode II, realizaron reproducciones a partir de sus bocetos. Los grabados se realizaron sobre planchas de cobre de un tamaño aproximado de 30 x 20 cm (formato folio) y se imprimieron en hojas de papel de gran formato de hasta 41 x 32 cm. Los grabados muestran el busto del delegado en un óvalo en el que está inscrito su lema, sobre él el escudo de armas de la entidad a la que el delegado representa en las negociaciones de paz, debajo el escudo de armas de la familia del delegado y bajo éste una cartela con los títulos del delegado. El marco arquitectónico de cada retrato tiene forma de epitafio, que subraya que el retrato se hizo para la posteridad.
En 1648, Daniel Middeler publicó en Amberes una primera edición de los grabados bajo el título Celeberrimi legati ad pacificandum Christiani nominis orbem, legati ad Monasterium et Osnabrugas ex omni pene gentium nationumque genera missi. Ad vivum Anselmi v. Hulle penicillo expressi eiusque cura et aere per ingeniores huius aevi sculptores caelo representati. Esta edición contenía entre 35 y 37 láminas. Los grabados también se vendían individualmente, de modo que cada diplomático podía reunir una selección personal de retratos y encuadernarlos con una portada especialmente impresa. Como resultado, no hay dos antologías iguales en cuanto a la selección y secuencia de los retratados. En 1648 van Hulle mandó realizar 39 grabados y en 1649 otros 43. Borrekens creó grabados originales para esta publicación, como el retrato de Willem Ripperda, Johann Krane y otros. Estas obras demuestran su habilidad en la creación de grabados de gran formato y en el diseño de los ricos emblemas.